# شهرستان کیووا (کلرادو)
شهرستان کیووا، کلرادو (به انگلیسی: Kiowa County, Colorado) یک سکونتگاه مسکونی در ایالات متحده آمریکا است که در کلرادو واقع شده‌است.

## خصوصیات
شهرستان کیووا ۴٬۶۲۵٫۷۴ کیلومترمربع مساحت دارد.